# سیارک ۴۵۰۸
سیارک ۴۵۰۸ (به انگلیسی: 4508 Takatsuki، نامگذاری:1990FG1) چهار هزار و پانصد و هشتمین سیارک کشف شده‌است که در ۲۷ مارس ۱۹۹۰ کشف شد.
قدر مطلق سیارک برابر ۱۳٫۵۰ است.